# Comité paralympique brésilien
Le Comité paralympique brésilien (en portugais : Comitê Paralímpico Brasileiro), abrégé en CPB, est le comité national paralympique du Brésil. Sa principale mission est d'organiser la sélection brésilienne pour les Jeux paralympiques qui sont organisés par le Comité international paralympique (IPC).
Son président est Mizael Conrado, en remplacement d'Andrew Parsons, élu président de l'IPC en 2017.
Le Brésil a organisé les Jeux paralympiques d'été de 2016 (Rio de Janeiro). La mascotte du comité est d'ailleurs Tom, la mascotte de ces Jeux paralympiques.